# .ma
.ma је највиши Интернет домен државних кодова (ccTLD) за Мароко.